# Doloplazy (przystanek kolejowy)
Doloplazy – przystanek kolejowy w Doloplazach, w kraju ołomunieckim, w Czechach. Znajduje się na wysokości 215 m n.p.m..
Jest zarządzany przez Správę železnic. Na przystanku nie ma możliwości zakupu biletów, a obsługa podróżnych odbywa się w pociągu.

## Linie kolejowe
- 301 Nezamyslice – Olomouc